# Siamun (Ahmose I)
Siamun ("Con trai của thần Amun") là một hoàng tử sống vào thời kỳ Vương triều thứ 18 trong lịch sử Ai Cập cổ đại.

## Thân thế
Siamun là con trai của pharaon Ahmose I và vương hậu Ahmose-Nefertari, theo Lepisus và Daressy, và là anh em ruột với pharaon Amenhotep I và Ahmose-Meritamun. Nhưng theo Maspero, Gauthier và Dodson, Siamun lại là người con trai chết yểu của Amenhotep I.
Dựa theo những dòng văn tự trên băng vải quấn xác của hoàng tử, Siamun có lẽ là một vị thái tử, người được chọn kế vị Ahmose I. Tuy nhiên, Siamun lại mất khi còn nhỏ tuổi. Mặc dù chết yểu, nhưng trên bức phù điêu của ngôi mộ TT359, chứng thực đương thời duy nhất của Siamun, ông được mô tả như một vị vua.

## Chôn cất
Xác ướp và quan tài bằng gỗ tuyết tùng (CG 61008) của Siamun được tìm thấy tại ngôi mộ DB320 vào năm 1881, hiện đang lưu giữ tại Bảo tàng Cairo, cùng với các thành viên khác trong hoàng gia. Xác ướp của Siamun đã bị hư hỏng nặng nề.